# Pémako

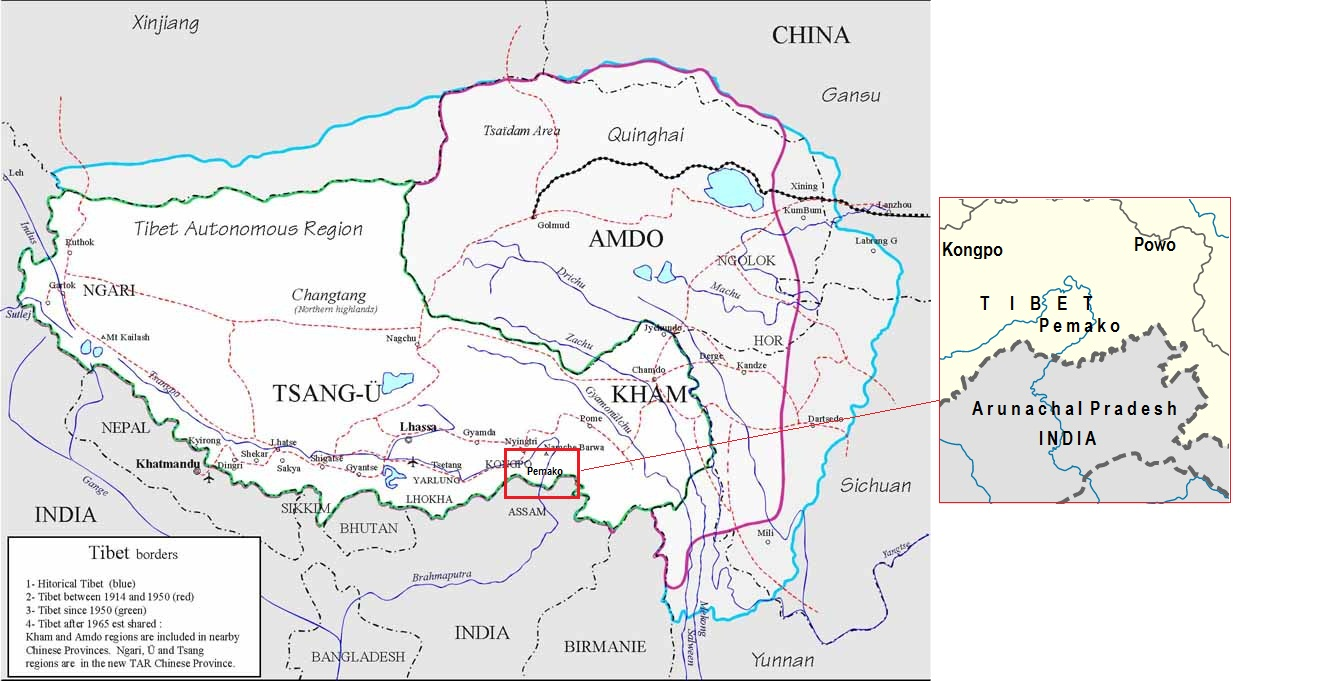
Carte du Tibet montrant la position de Pémako

Pémako (tibétain པདྨ་བཀོད་, Wylie : pad ma bkod) est un lieu décrit comme mystérieux et légendaire du bouddhisme tibétain, . 